# Nodar Natadze
Nodar Natadze (en georgiano: ნოდარ ნათაძე; Tiflis, 27 de mayo de 1929 - 13 de noviembre de 2022) fue un crítico literario, lingüista y político georgiano. Se desempeñó como el líder ininterrumpido del Frente Popular, uno de los grupos políticos más antiguos fundados en los últimos años de la Georgia soviética, desde su creación en 1989.

## Biografía
Nació en Tiflis, la capital de la entonces Georgia soviética en 1929. Se graduó de la Facultad de Filología de la Universidad Estatal de Tiflis con una licenciatura en Lengua y Literatura Georgiana en 1952 y realizó su trabajo de posgrado en el Instituto Chikobava de Lingüística de la Academia Nacional de Ciencias de Georgia (GNAS) hasta 1955. Posteriormente trabajó para el Instituto de Lingüística de 1956 a 1969, cuando se incorporó al Instituto de Filosofía del GNAS. Fue autor de varias obras sobre literatura georgiana, incluido el poeta épico medieval Shota Rustaveli, así como Tomás de Aquino y los problemas de la cultura nacional.
A fines de la década de 1980, Nodar Natadze se involucró en un movimiento nacional que buscaba la independencia de la Unión Soviética. En julio de 1989, se convirtió en miembro fundador y presidente del grupo político Frente Popular, que pedía la independencia y una transición gradual a una economía de mercado por temor a que las empresas extranjeras se apoderaran de los recursos nacionales de Georgia. En ese momento, Natadze era cercano a Zviad Gamsajurdia, líder radical independentista, que apoyó su elección a la presidencia del Frente Popular. En agosto de 1989, gracias a los esfuerzos del influyente grupo de intelectuales DASi (Opción Democrática para Georgia), Natadze fue elegido miembro del Soviet Supremo de la República Socialista Soviética de Georgia como miembro de la oposición anticomunista. En las primeras elecciones legislativas multipartidistas de Georgia en 1990, Natadze logró asegurar un escaño en el Soviet Supremo en una circunscripción de mandato único a pesar de que su partido obtuvo solo el 1,9% de los votos. Él, por lo tanto, se convirtió en uno de los signatarios de la declaración de independencia de Georgia el 9 de abril de 1991. En ese momento, se había retirado a la oposición a Gamsajurdia, quien fue elegido presidente de Georgia el 26 de mayo de 1991. Natadze también se postuló para la presidencia, obtuvo el 1,17% de los votos y terminó en cuarto lugar. Posteriormente, Natadze acusó a Gamsajurdia de usurpar los poderes del parlamento, censurar los medios y violar la ley electoral.
Después de que Gamsajurdia fuera derrocado en un golpe militar en enero de 1992, Natadze fue miembro del Parlamento de Georgia recién convocado en una boleta del partido del bloque electoral Once de octubre de 1992 a 1995. No jugó ningún papel importante en la política de Georgia después. Natadze falleció el 13 de noviembre de 2022, a la edad de 93 años.